# Arkadni ples
Arkadni ples (angleško Machine Dance) je skupni izraz za različne plesne videoigre, ki vodijo igralčeve oz. plesalčeve nožne in ročne gibe preko zaslona ali projektorja po ritmičnem sosledju prikazanih puščic ob spremljavi glasbe. Igra se na podlagi velikosti 84 x 84 cm, ki je razdeljena na devet na dotik občutljivih področij oz. tipk velikosti 28 x 28 cm.

## Dance Dance Revolution in Dancing Stage
Začetnik arkadnega plesa je japonsko podjetje Konami, ki je leta 1998 na Tokyo Game Showu pod imenom Dance Dance Revolution ali DDR predstavilo prvi arkadni igralno-plesni avtomat s štirimi smermi premikov (gor, dol, levo in desno). Igra se je kmalu razširila po Ameriki, kjer je postala zelo popularna. Podjetje Konami je z vsako novo verzijo dodajalo nove pesmi in v Evropo je kmalu prišla prva verzija DDR avtomatov, ki so bili za evropski trg preimenovani v Dancing Stage.

## In The Groove
Ameriško podjetje RoXoR je leta 2004 razvilo igro In The Groove ali ITG. Način igre je podoben kot pri DDR in Dancing Stage serijah, prinaša pa tudi veliko novosti, kot so mine, obrati in bolj poudarjena uporaba rok. In The Groove pa je tudi edina igra za arkadni ples, ki je priznana s strani Mednarodne plesne organizacije (IDO).

## Pump It Up
Leta 1999 je korejsko podjetje Andamiro v odgovor japonski seriji DDR razvilo igro Pump It Up ali PIU. Glavna razlika v primerjavi s štiri smerno Japonsko podlago je uporaba petih smeri, torej levo zgoraj, desno zgoraj, sredina in levo spodaj ter desno spodaj. Igra se igra na identičen način, vendar drugačna razporeditev tipk prinaša nove premike telesa glede na podlago.

## Ostale plesne igre
V zadnjem času poleg serije DDR in ITG prihaja vse več iger, ki se lahko igrajo na štiri smerni plesni podlagi. Ena takih je Flow: Urban Dance Uprising, ki za razliko od večinoma techno in pop nabora pesmi iz ITG in DDR serije prinaša izključno velik nabor hip hop pesmi, čemur je prilagojen tudi izgled same igre. Arkadni ples na osebnem računalniku omogoča odprtokodni program StepMania.

## Izdelava korakov za glasbo
Avtomatsko generiranje korakov iz pesmi omogoča program Dancing Monkeyss, urejanje korakov pa omogoča program StepMania.

## Arkadni ples v Sloveniji
V Sloveniji se je arkadni ples prvič pojavil leta 2002 znotraj skupnosti AnimeSlovenija. Skupnost za arkadni ples se je začela hitreje razvijati leta 2006, ko je slovensko podjetje Lasergames na Ljubljanskem pomladnem velesejmu predstavilo prvi plesno-igralni avtomat (angl. Dance machine) v Sloveniji. Leta 2010 podjetje Simmedia na Festivalu nakupov in zabave, BTC Ljubljana, predstavi plod lastnega razvoja, skupinsko vadbo Simdance. Arkadni ples (za 8 vadečih) se je tako preselil iz domov in igralnih avtomatov v telovadnice, fitnese, šole ...